# Niekie Pellens
Niekie Pellens is een Nederlands voetbalspeelster, en de zus van actrice Pip Pellens.
Pellens speelde in de Verenigde Staten universiteitsvoetbal, en kwam terug naar vv Alkmaar. Een jaar speelde ze voor Internazionale in Milaan, maar kwam een jaar later weer terug naar Alkmaar.

## Statistieken
| Seizoen | Club       | Land      | Competitie | Wedstrijden | Doelpunten |
| ------- | ---------- | --------- | ---------- | ----------- | ---------- |
| 2017/18 | VV Alkmaar | Nederland | Eredivisie | 24          | 2          |
| 2019/20 | VV Alkmaar | Nederland | Eredivisie | 10          | 0          |
| 2020/21 | VV Alkmaar | Nederland | Eredivisie | 5           | –          |
| Totaal  | Totaal     | Totaal    | Totaal     | 39          | 2          |

Laatste update: augustus 2020